# Stowarzyszenie Myślenickiej Grupy Fotograficznej „mgFoto”
Stowarzyszenie Myślenickiej Grupy Fotograficznej „mgFoto” – polskie stowarzyszenie fotograficzne utworzone w 2005 roku. Członek zbiorowy Fotoklubu Rzeczypospolitej Polskiej Stowarzyszenia Twórców.

## Historia
Stowarzyszenie Myślenickiej Grupy Fotograficznej „mgFoto” powstało w 2005 roku z inicjatywy Arkadiusza Brzegowego, Stanisława Jawora, Mieczysława Nowaka, Piotra Rachtana, Janusza Trzcińskiego, Mariusza Węgrzyna, Artura Wiśniowskiego, Janusza Żołnierczyka – jako nieformalna Myślenicka Grupa Fotograficzna. Podstawowym celem działalności grupy było popularyzowanie oraz upowszechnianie fotografii jako dziedziny sztuki. Pierwsza zbiorowa wystawa fotografii członków stowarzyszenia miała miejsce w myślenickiej kawiarni U Jędrusia, w 2005 roku. W tym samym roku grupa rozpoczęła aktywną działalność plenerową, warsztatową, wystawienniczą. Od 2006 roku organizuje, współorganizuje wiele konkursów fotograficznych. W 2008 roku miało miejsce formalne zebranie założycielskie grupy, która została zarejestrowana w 2009 roku – jako Stowarzyszenie Myślenickiej Grupy Fotograficznej „mgFoto”. Od 2013 roku grupa dysponuje własną przestrzenią wystawienniczą – w pomieszczeniach Miejskiej Biblioteki Publicznej w Myślenicach. W 2014 roku Stowarzyszenie Myślenickiej Grupy Fotograficznej „mgFoto” zostało przyjęte w poczet członków zbiorowych Fotoklubu rzeczypospolitej Polskiej Stowarzyszenia Twórców. Od 2018 roku stowarzyszenie dysponuje własnym czasopismem poświęconemu tematyce fotograficznej – jest to kwartalnik mgFoto Magazyn, publikowany w wersji elektronicznej i papierowej.

## Działalność
Celem działalności Stowarzyszenie Myślenickiej Grupy Fotograficznej „mgFoto” jest upowszechnianie fotografii, sztuki fotograficznej oraz promocja miasta Myślenice. Grupa jest organizatorem wystaw fotograficznych; dorocznych, indywidualnych, poplenerowych, przeglądowych, zbiorowych (m.in. członków stowarzyszenia) oraz wystaw pokonkursowych. Jest organizatorem wielu konkursów fotograficznych (m.in. tematycznego konkursu comiesięcznego), prelekcji, spotkań, warsztatów fotograficznych. Statutowym celem grupy jest dbałość o interesy twórcze członków stowarzyszenia oraz dbałość o ochronę ich praw autorskich.
Kilku członków „mgFoto” zostało przyjętych w poczet członków Fotoklubu Rzeczypospolitej Polskiej Stowarzyszenia Twórców oraz w poczet członków Związku Polskich Artystów Fotografików. Kilku członków zostało uhonorowanych (m.in.) Medalem Za Zasługi dla Fotografii Polskiej” oraz Medalem „Zasłużony dla Fotografii Polskiej”.
Stowarzyszenie Myślenickiej Grupy Fotograficznej „mgFoto” dysponuje własną przestrzenią wystawienniczą w Miejskiej Bibliotece Publicznej w Myślenicach.

## Zarząd
- Grażyna Gubała – preses Zarządu
- Paweł Boćko – wiceprezes Zarządu
- Mariusz Wegrzyb – skarbnik
- Piotr Rachtan – sekretarz
- Grzegorz Żądło – członek Zarządu

Źródło